# Övre Fågeltjärnen
Övre Fågeltjärnen är en sjö i Årjängs kommun i Värmland och ingår i Göta älvs huvudavrinningsområde. Sjöns area är 0,005 kvadratkilometer och den befinner sig 194 meter över havet.